# Ирбоска (нулк)
И́рбоска (эст. Irboska nulk) — один из 12 нулков Сетумаа.  

## География
Расположен на территории  Печорского района России, в волостях Изборская, Лавровская  и Новоизборская и в городском поселении Печоры  (в 1918—1940 годах — частично на территории Печорского уезда Первой Эстонской Республики.

## История
Первое упоминание Ирбоска относится к 1886 году (Irboskah). Деревни нулка Ирбоска первым переписал Якоб Хурт в 1903 году; при этом он отмечал, что границы нулка в народе могут быть обозначены по-разному, так как официально они не закреплены. 
Название нулка произошло от топонима Изборск (эст. Irboska).
Нулк состоял из трёх частей: западная — Тру́ба нулк (по названию деревни Затрубье-Лебеды, эст. Truba), центральная часть — И́рбоска нулк, и восточная часть — Ю́ле-Йы́ги нулк (эст. Üle-Jõgi nulk, что означает «нулк за рекой Обдёх»).

## Населённые пункты
В нулк Ирбоска входят:

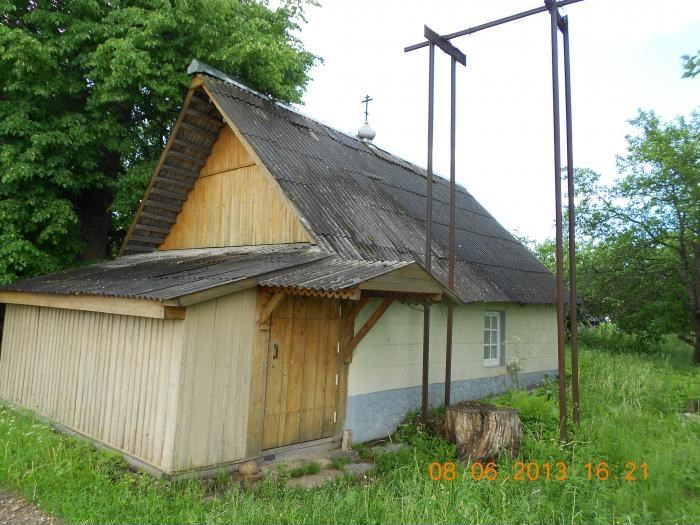
Цяссон (часовня сету) в деревне Затрубье-Лебеды (памятник культурного наследия)

- официальные деревни Бобково (эст. Popkova[3]), Затрубье-Лебеды (эст. Truba, Parkanova), Задребье (эст. Vilbe), Запутье (эст. Saptja), Захново (эст. Sahnova), Ковязлово (эст. Kovjazlovo, Koväslova), Гусинец (эст. Kuusinitsa), Конечки (эст. Konetska), Кошельки (эст. Kossolka), Макарово (эст. Makarova), Манчихино (эст. Mantsi), Махново (эст. Mahnova), Митино (эст. Miitina), Митковицкое Загорье (эст. Sagorja), Мотовилово (эст. Motovila), Мотылино (эст. Motina), Подгорье (эст. Podkorja, Poodkorja), Подлесье (эст. Poodlissa), Поколодово (эст. Pokolduva), Раково (эст. Raakva), Рогово (эст. Roogova), Салтаново (эст. Saltanuva, Saloste), Соколово (эст. Sokoluva, Nurme), Соха (эст. Sohi), Сухлово (эст. Suhlova), Третьяково (эст. Tretjakova), Трынтово (эст. Trõnnõ) и Умковичи (эст. Ungavitsa, Unkavitsa);
- бывшие деревни Вохино (эст. Vohina), Гагарино (эст. Kagarinna), Клюкушино (эст. Klikusina), Лытино (эст. Lõtina) и Улазово (эст. Ulasova, Täplonka).

## Число жителей
Число жителей деревень нулка Ирбоска по состоянию на 2010 год, чел.:

| Деревня             | 2010 год, чел. |
| ------------------- | -------------- |
| Бобково             | 11             |
| Задребье            | 10             |
| Запутье             | 6              |
| Затрубье-Лебеды     | 40             |
| Ковязлово           | 6              |
| Гусинец             | 31             |
| Конечки             | 31             |
| Кошельки            | 15             |
| Макарово            | 14             |
| Манчихино           | 2              |
| Махново             | 6              |
| Митино              | -              |
| Митковицкое Загорье | 5              |
| Мотовилово          | 6              |

| Деревня    | 2010 год, чел. |
| ---------- | -------------- |
| Мотылино   | 3              |
| Подгорье   | 4              |
| Подлесье   | 188            |
| Поколодово | 0              |
| Раково     | 7              |
| Рогово     | 0              |
| Салтаново  | 0              |
| Соколово   | 28             |
| Соха       | 13             |
| Сухлово    | 39             |
| Третьяково | 16             |
| Трынтово   | 16             |
| Умковичи   | 6              |
| Всего      | 503            |